# Ochratoksin
Ochratoksiner er en gruppe af svampegifte, som dannes af visse arter af svampeslægten Aspergillus (først og fremmest Aspergillus ochraceus, men også i henved 33% af de industrielt anvendte typer af Aspergillus niger) og visse Penicillium-arter, særligt Penicillium verrucosum og Penicillium carbonarius.  Ochratoxin A er det mest udbredte giftstof i denne gruppe, mens ochratoksinerne B og C er mindre væsentlige.
Ochratoxin A er kendt for at opstå i madvarer som kornprodukter, kaffe, tørrede frugter og rødvin. Stoffet er sandsynligvis kræftfremkaldende hos mennesker, og det er i den forbindelse af særlig interesse, at det kan ophobes i kød hos slagtedyr. Kød og kødprodukter kan således blive forurenet, hvis dyrene har fået foder (for eksempel korn) forurenet af ochratoksiner. Indtagelse af ochratoksiner gennem kosten kan fremkalde akut forgiftning i pattedyrs nyrer.

Visse ting tyder på, at bærere af arveanlæg, der forårsager fenylketonuri (PKU), muligvis er beskyttet mod spontan abort, som er fremkaldt ved indtagelse af ochratoxin. Det skulle give en heterozygot fordel at have disse genforandringer trods muligheden for alvorlig, mental retardering i de sjældne tilfælde, hvor anlægget arves fra begge forældre 
- Ochratoxin A
- Ochratoxin B
- Ochratoxin C
- Ochratoxin TA

## References
1. ↑  Online Mendelian Inheritance in Man: Phenylketonuria (engelsk)

## External links
- Omfattende oplysninger om mycotoxiner og kød Arkiveret 24. august 2007 hos  Wayback Machine (engelsk)